# Campini-Caproni C.C.2
(Andrea Vento - 2010 In silenzio gioite e soffrite: storia dei servizi segreti italiani, dal risorgimento alla guerra fredda, p. 326)
Il Campini-Caproni  (ulteriori sigle non sono asseverate da documenti dell'epoca ma risalgono al dopoguerra) fu un aereo sperimentale monoplano e monomotore; dotato di un motore alternativo che azionava un compressore assiale, con in coda un vaporizzatore e un bruciatore, con spina Pelton, fu realizzato dall'azienda aeronautica italiana Caproni alla fine degli anni trenta.
Caratterizzato dall'ala bassa a pianta ellittica, era un velivolo dalla struttura in duralluminio, con cabina di pilotaggio adatta al volo ad alta quota che ospitava i due membri dell'equipaggio disposti in tandem.
Fu uno dei primi velivoli dotati di un motore non a elica e scarsamente simile a quelli della categoria propulsione a getto realizzati nel mondo; per la sua connotazione sperimentale associata alle modeste prestazioni riscontrate e alle scarse capacità tecnologiche nell'Italia dell'epoca, non ebbe seguito produttivo rimanendo allo stadio di prototipo.

## Storia del progetto

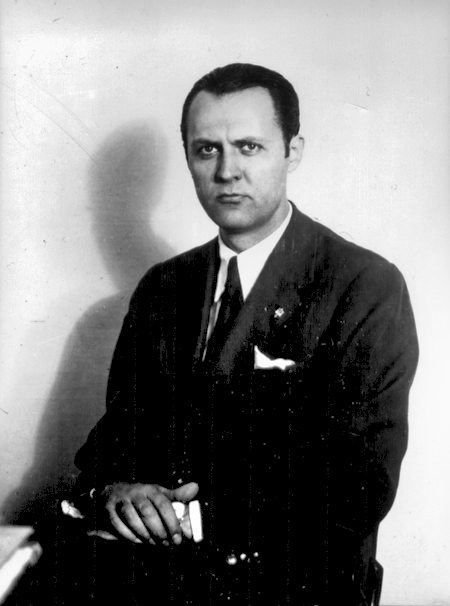
Ing. Campini: fotoritratto

Dopo aver conseguito, nel 1928, la laurea in ingegneria civile il bolognese Secondo Campini cominciò a sviluppare una tecnologia che permetteva la propulsione di un velivolo o di un natante sfruttando il principio di azione e reazione esteso per trasformare la variazione della quantità di moto della massa espulsa, o getto, in energia cinetica del veicolo. I suoi studi si basavano sullo sfruttamento della compressione e successiva espansione dell'aria, incanalata dinamicamente per effetto del moto relativo quindi compressa, riscaldata e rilasciata per ottenerne un getto generante una spinta. Nel gennaio 1931 l'ingegner Campini presentò alla Regia Aeronautica una relazione che illustrava le potenzialità di un nuovo motore aeronautico basato su questo principio. Dopo che Italo Balbo ne venne a conoscenza, il 19 maggio di quello stesso anno (in una dichiarazione al Senato in qualità di ministro dell'Aviazione) azzardò che i 550 km/h di velocità massima, ormai superati, sarebbero diventati comuni a tutti i velivoli nel giro di pochi anni, e che in Italia si guardava ben più lontano studiando anche la possibilità del volo ad alta quota.
In quello stesso anno l'ingegner Campini costituì appositamente un'azienda meccanica finalizzata alla realizzazione di motori a getto, la VENAR (Velivoli e Natanti a Reazione), che sviluppò un motore di questo tipo con il quale venne equipaggiato un motoscafo commissionato alla Costruzioni Meccaniche Riva, azienda che vantava una lunga esperienza nel settore nautico. Equipaggiata con un motore Isotta Fraschini Asso 200, l'imbarcazione, provata nelle acque di Venezia nel 1932, raggiunse la velocità di 28 nodi dimostrando di fornire prestazioni equivalenti a un analogo natante equipaggiato con un gruppo propulsore convenzionale.

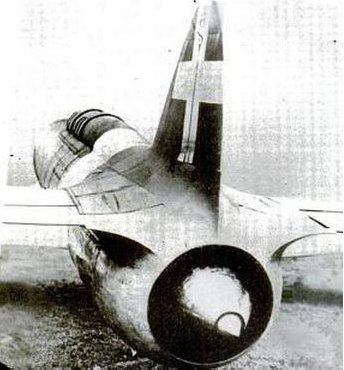
Veduta posteriore

Il successo ottenuto venne positivamente valutato dal Ministero dell'Aviazione che, in data 5 febbraio 1934, autorizzò la Regia Aeronautica a stipulare con la VENAR un contratto per £ 4 500 000 che prevedeva la fornitura di due velivoli più una fusoliera di prova dotati di "propulsione a reazione sistema 'Campini'" da consegnarsi entro il 31 dicembre 1936.
Poiché la VENAR era sostanzialmente un ufficio di progettazione che non disponeva di officine, per la costruzione Campini si rivolse all'ingegner Giovanni Battista Caproni, titolare dell'omonima azienda aeronautica, alla quale aveva esposto le proprie teorie fin dal 29 gennaio 1931. Caproni, uno dei maggiori produttori di velivoli dell'epoca, intuendo le potenzialità commerciali accolse la richiesta accordandosi per la costituzione del Centro Sperimentale Campini presso i propri stabilimenti di Taliedo, iniziando una collaborazione che consentì all'ingegnere bolognese di contare su importanti risorse finanziarie e tecniche.

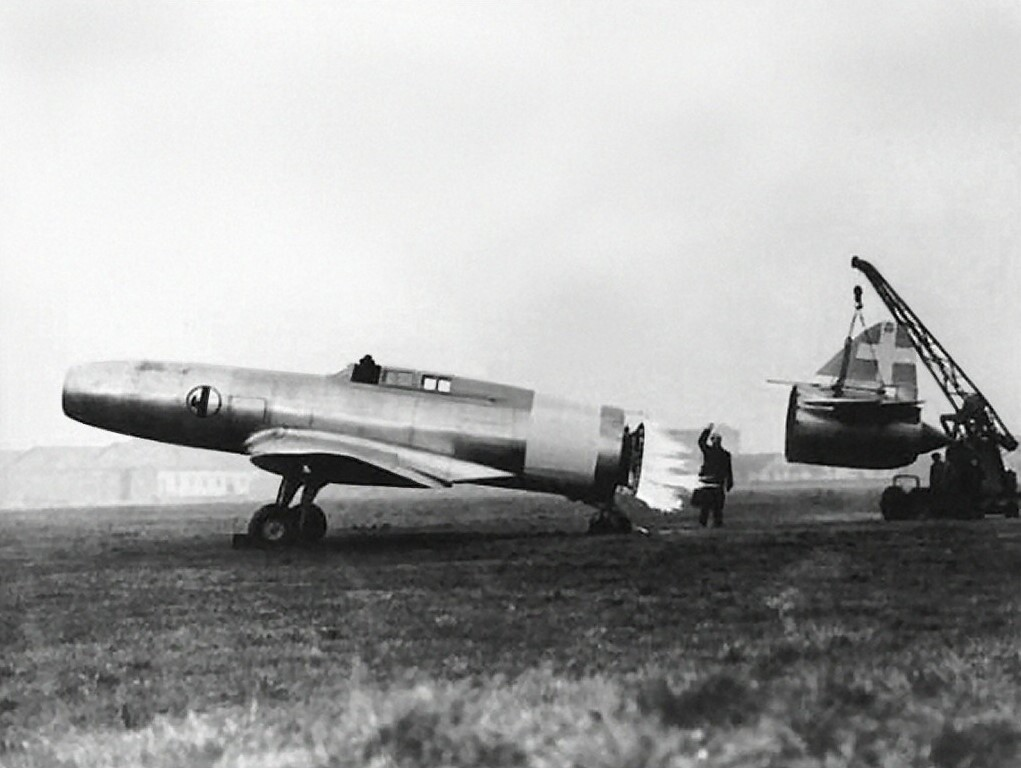
Collaudo del bruciatore del Campini Caproni n. 1 NC. 4849 MM.487

Benché esistesse solo un progetto di massima, si decise di avviare immediatamente, era la fine del 1934, la costruzione del primo prototipo.
L'idea iniziale prevedeva che i compressori potessero essere azionati sia da un motore a combustione interna sia da una turbina a gas, ma si preferì seguire la prima proposta per semplicità tecnologica in quanto si ritenne eccessivamente impegnativo destinare risorse alla ricerca metallurgica necessaria per disporre di materiali atti a realizzare un motore affidabile (scelta che, a posteriori, si sarebbe rivelata fortemente limitativa). Campini pertanto richiese alla Isotta Fraschini (azienda, anche questa, di proprietà Caproni) la fornitura del nuovo motore V12 Asso XIR, ma per intervento della Direzione Generale delle Costruzioni Aeronautiche (DGCA) (che preferì che non venisse interrotta la sua fase di sviluppo) gli venne offerto un W18 Asso 750R con il quale, nel 1936, vennero effettuate prove a punto fisso.
Questi mutamenti influirono negativamente sui costi e sui tempi di realizzazione, costringendo Campini a contattare i vertici ministeriali per richiedere una dilazione nella consegna e un aumento (nell'ordine del 25-30%) della cifra originariamente prevista dagli stanziamenti. La richiesta fu parzialmente accolta, con un incremento dei finanziamenti del 16% e lo spostamento della data di consegna al 31 dicembre 1938, tuttavia i ritardi accumulati consentirono all'Heinkel He 178V1 di divenire il primo aereo a reazione della storia a essere portato in volo.

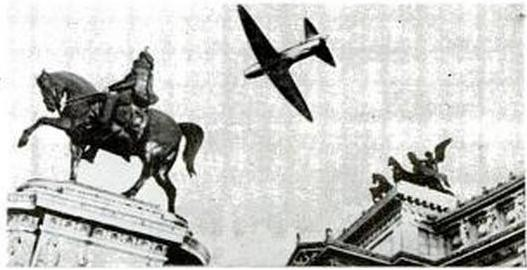
Storica immagine del sorvolo di piazza Venezia

Solo nel marzo 1940 Campini riuscì finalmente a disporre delle unità motrici che, tuttavia, differivano ancora una volta da quelle previste: anziché gli Asso 750 furono consegnati due Asso L.121 RC.40, motori 12 cilindri a V ben diversi, come architettura e ingombri, dal previsto W18, costringendo il progettista a una nuova, ancorché parziale, modifica del disegno originale.  L'unità motrice consegnata aveva la quota di ristabilimento della potenza a 4 100 m: tale caratteristica risultava inadeguata ai propositi iniziali del progetto impedendo, di fatto, di effettuare prove al di sopra dei 4 000 m e vanificando la possibilità di verificare i vantaggi offerti dalla nuova tecnologia alle alte quote dove, al contrario, avrebbe dovuto dare i risultati più significativi.

## Tecnica

### Struttura
Il Campini-Caproni aveva struttura completamente metallica con cabina di pilotaggio biposto, con disposizione in tandem e doppi comandi; l'ala era a sbalzo con profilo ad ala di gabbiano rovesciata e impennaggi di tipo classico con lo stabilizzatore collocato alla base della deriva.
Il carrello d'atterraggio, triciclo posteriore completamente retrattile, aveva gli elementi principali che si ritraevano nelle semiali.

### Motore

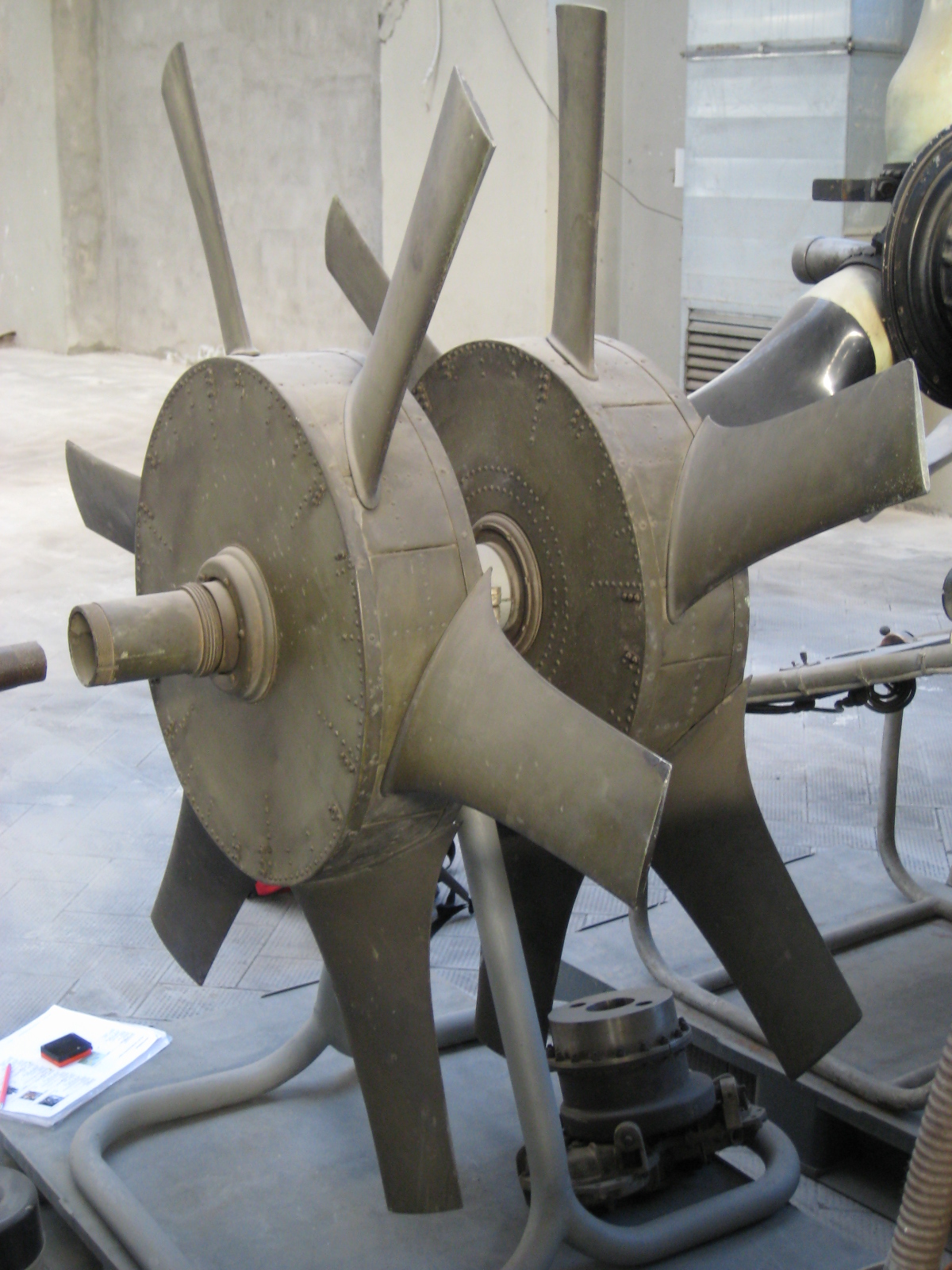
Primi due stati rotorici del compressore assiale

Il motore del Campini non era un motore a getto ma un complesso azionato da un motore convenzionale a pistoni Isotta Fraschini L.121 RC.40 dalla potenza di circa 660 kW (pari a 900 CV) collegato, mediante un gruppo moltiplicatore a ingranaggi, a un compressore assiale a tre stadi rotorici costituiti ciascuno da sei palette con passo modificabile al suolo e tre stadi statorici da quindici palette con passo variabile idraulicamente in volo. Il condotto a valle del compressore fungeva contemporaneamente da camera di combustione e ugello di scarico (in maniera simile a quanto avviene in un postbruciatore), con iniettori di cherosene disposti circolarmente su un anello che stabilizzava la fiamma. La geometria dell'ugello di scarico veniva modificata facendo scorrere idraulicamente una spina Pelton avanti o indietro in modo da regolare l'area di efflusso. L'espansione dei gas di combustione generava la spinta, pari a circa 750 kgf (7,3 kN).
La soluzione impiegata dal motore di Campini è definita motoreattore e sviluppava il medesimo concetto già seguito dall'ingegnere rumeno Henri Coandă nella realizzazione del proprio velivolo Coandă-1910.

## Impiego operativo

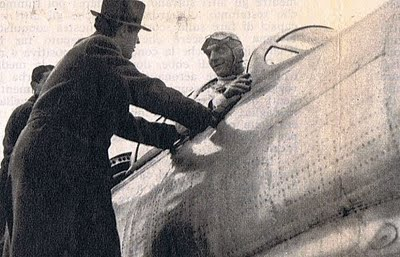
Giovanni Battista Caproni saluta Mario de Bernardi nell'abitacolo del Campini-Caproni n. 1 NC. 4849 MM.487 prima del volo Milano-Roma

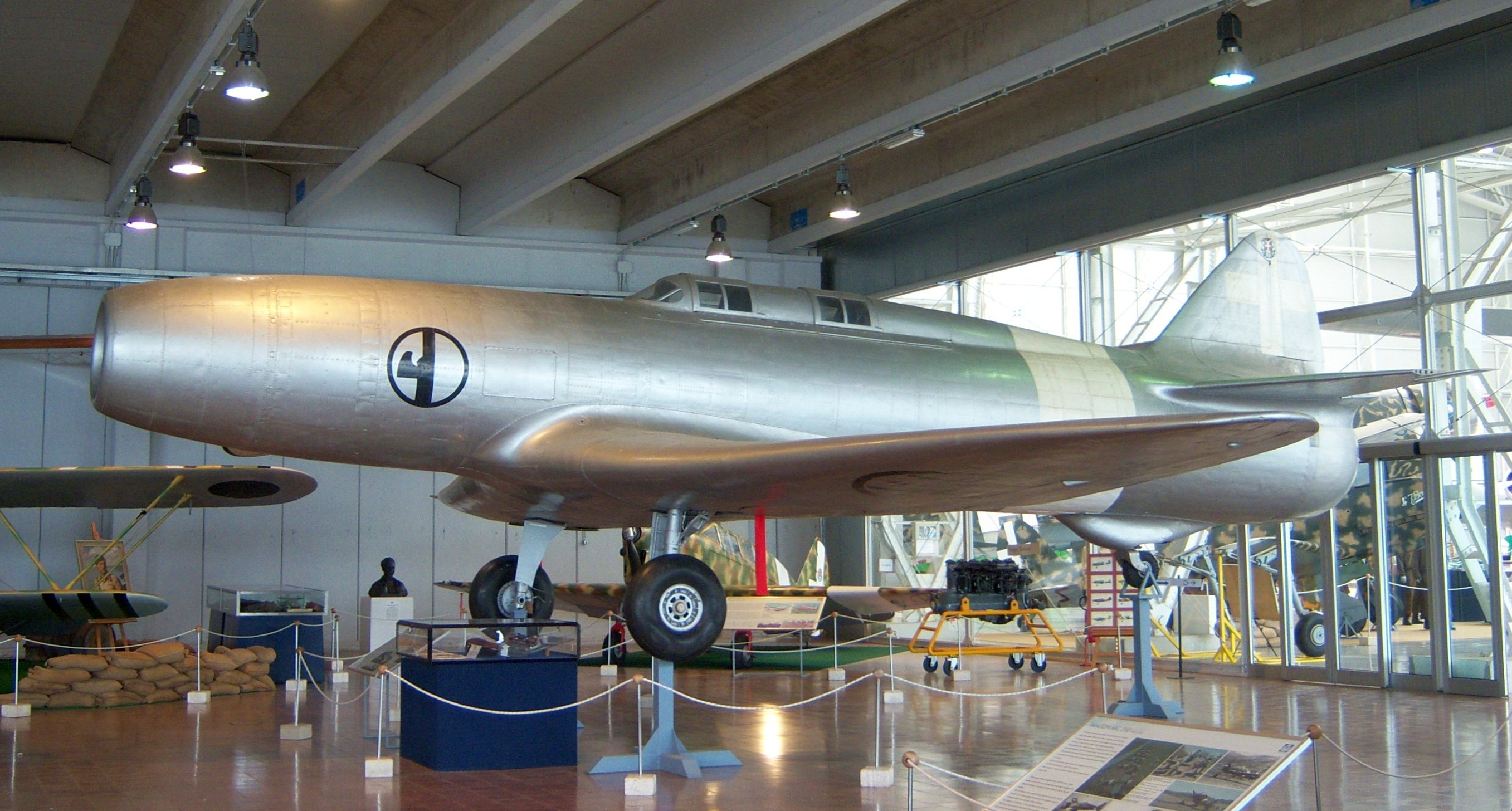
L'esemplare conservato al Museo dell'Aeronautica di Vigna di Valle n. 2 NC. 4850 MM.488

Il 28 agosto 1940 l'esemplare NC4849 (Numero di Costruzione), primo esemplare costruito del Campini Caproni fu mandato in volo per 10 minuti: a pilotarlo vi era Mario de Bernardi che decollò e atterrò nell'Aerodromo d’Italia. Il 16 settembre dello stesso anno fu provato in volo per altri 5 minuti. Il primo volo ufficiale per la consegna al Centro Sperimentale della Regia Aeronautica di Guidonia risale al 30 novembre 1941 quando Mario de Bernardi e l'ing. Giovanni Pedace volarono dall'aeroporto Milano Linate a quello di Guidonia a Roma, percorrendo 475 km alla velocità media di 209 km/h. Durante il volo la camera di combustione non venne mai attivata per risparmiare carburante secondo il volere del pilota; l'aereo volò quindi utilizzando la spinta data dal compressore che agiva come un'elica intubata..
L'Italia e il regime fascista ottennero gran prestigio dai complimenti avuti da ben 33 Stati, per l'impresa tecnologicamente avanzata per l'epoca. A distanza di dodici mesi dallo svolgimento del volo la Federazione Aeronautica Internazionale, tramite la Reale Unione Nazionale Aeronautica (RUNA), fece sapere di avere iscritto la prestazione nella lista ufficiale delle "prove controllate"; il riconoscimento ufficiale come "primato" avrebbe però dovuto attendere la successiva riunione della Commissione Sportiva cui spettava anche il compito di creare la categoria delle "aerodine a reazione", fino ad allora inesistente.
A posteriori si poté affermare che non si trattò del primo volo di un velivolo a reazione, tenuto conto non solo del tipo di propulsore del velivolo realizzato dalla Caproni, DLPL, ma, all'epoca, non erano noti i tentativi di Hans von Ohain e del gruppo Heinkel che il 27 agosto del 1939 avevano fatto volare l'Heinkel He 178 in tutta segretezza. Il primo velivolo a reazione costruito in Italia fu in realtà il F.I.A.T. G. 80 1-B che volò ad Amendola il 9.12.1951 mentre i primi aviogetti a solcare i cieli italiani furono nel dicembre 1944 i due YP-80A assegnati al 1º Fighter Group di stanza a nord di Foggia nell'ambito del progetto Extraversion.
L'esemplare NC4849, una volta consegnato al Centro Sperimentale della Regia Aeronautica presso l'aeroporto di Guidonia, ricevette la matricola militare MM487 e fu provato in volo dal 13 gennaio 1942 al 27 agosto 1942. Fu quindi sistemato in un hangar dell'aeroporto di Guidonia dove rimase gravemente danneggiato (in seguito a un bombardamento) il 24 ottobre 1943. Dopo la fine della guerra fu recuperato da una commissione inglese che lo trasferì a Farnborough per essere studiato. Fu quindi demolito nel 1949 sulla base di Newton (cfr. pag. 16 de Campini Caproni - Serie Ali d'Italia, Mini n. 5, di Gregory Alegi).
Il secondo Campini Caproni realizzato, il n. 2,  NC4850, dopo alcune prove a terra fece il suo primo volo contrattuale il 31.8.1941 e ricevette la MM.488. non venendo mai inviato al centro sperimentale di Guidonia. Rimase conservato presso le Officine Caproni di Taliedo e quindi preso in carico nel dopo guerra dall'Aeronautica Militare che lo espose presso il Museo dell'Aria di Torino negli anni sessanta e quindi al Museo dell'Aeronautica di Vigna di Valle dove è tuttora conservato. Presso questa struttura alcuni soci del Gruppo Amici Velivoli Storici notarono un numero "2"  sotto i piani di coda, particolare che era già visibile su una foto del medesimo velivolo scattata al tempo dei collaudi.

## Esemplari attualmente esistenti

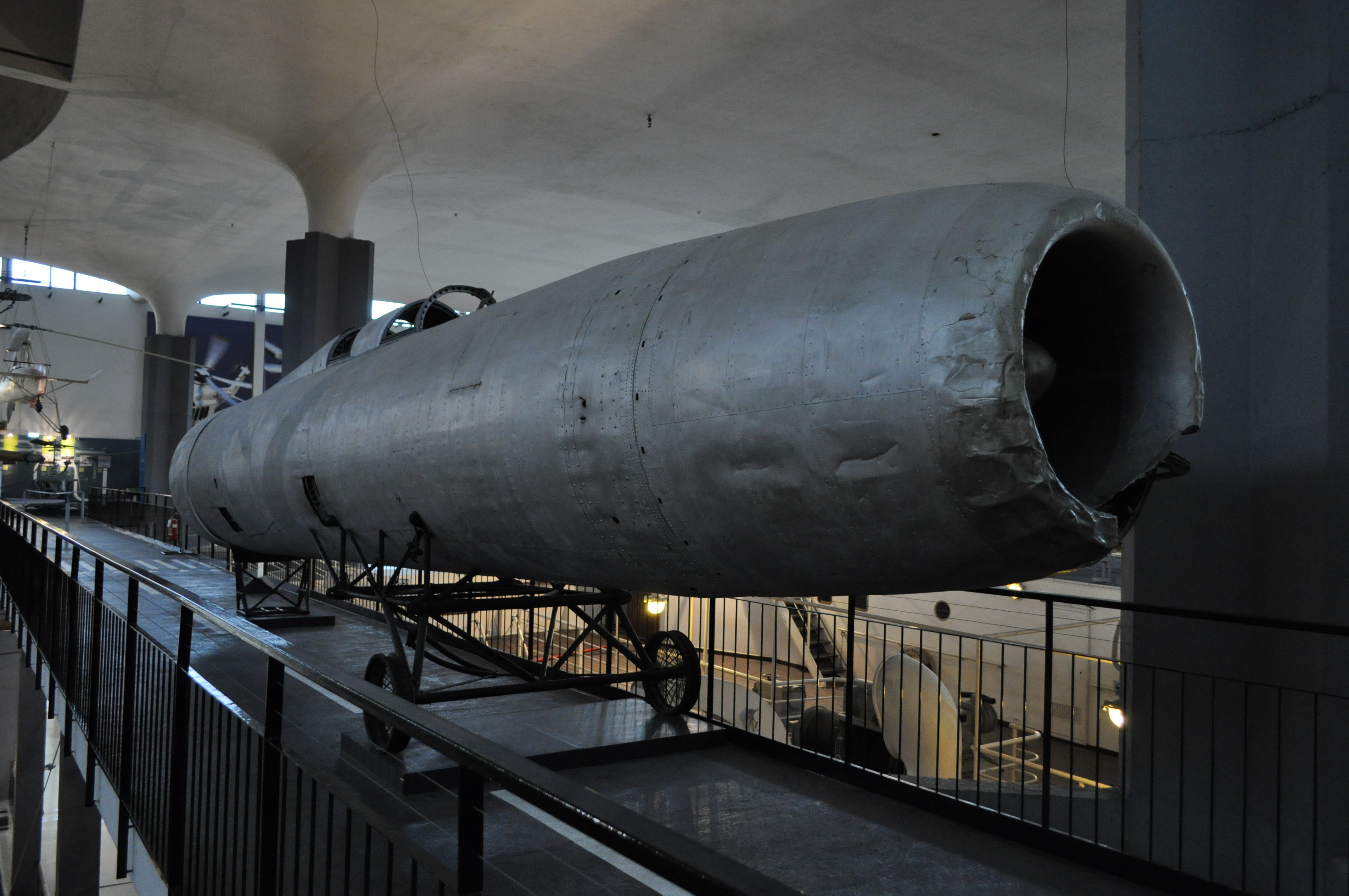
La terza fusoliera realizzata esposta al Museo nazionale della scienza e della tecnologia Leonardo da Vinci di Milano

Oltre all'esemplare conservato al Museo storico dell'Aeronautica Militare di Vigna di Valle, la fusoliera oggetto delle prove a punto fisso è stata esposta al Museo nazionale della scienza e della tecnologia Leonardo da Vinci di Milano.

## Veicoli a reazione coevi
- Heinkel He 176 munito di motore a razzo, nel giugno 1939 in Germania compie brevi voli di circa un minuto.
- Heinkel He 178 nell'agosto 1939 vola segretamente in Germania, munito di motore a turbina.
- Heinkel He 280 V vola nell'aprile 1941 in Germania, primo aereo militare dotato di due turbogetti.
- Gloster E.28/39 vola nel maggio 1941 in Gran Bretagna, munito di un turbogetto Whittle W.1.
- Messerschmitt Me 262 vola in Germania nel luglio 1942; aereo da caccia bimotore.
- Bell P-59 Airacomet vola nell'ottobre 1942 negli Stati Uniti.

## Galleria d'immagini

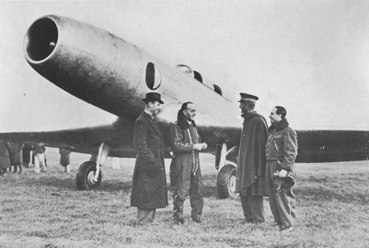
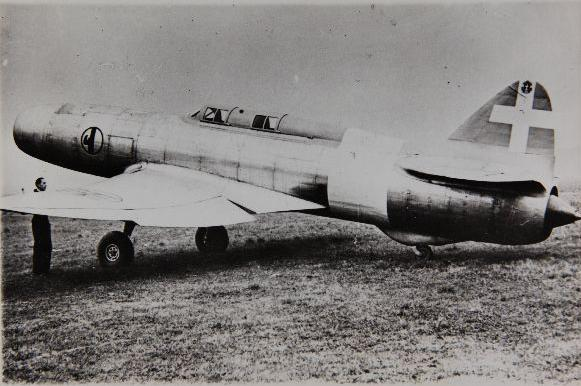
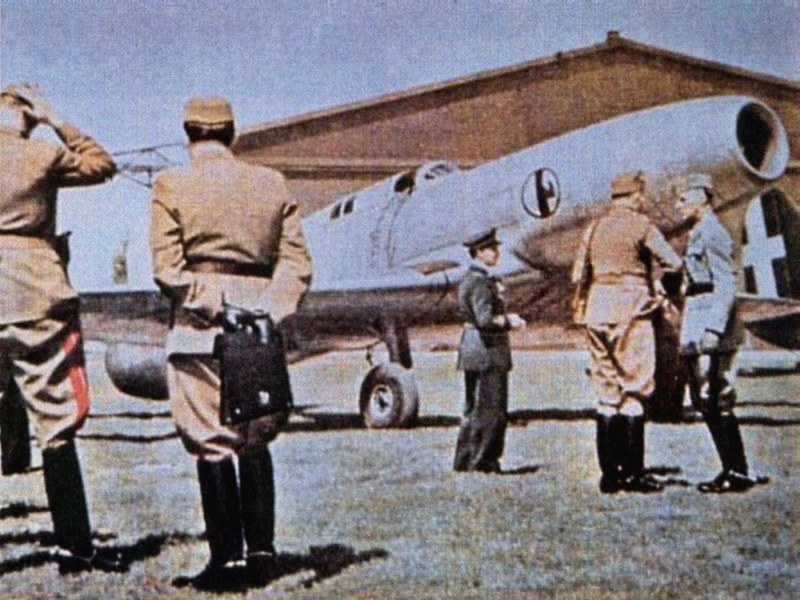
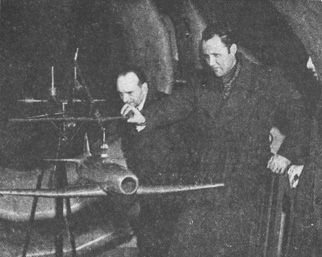
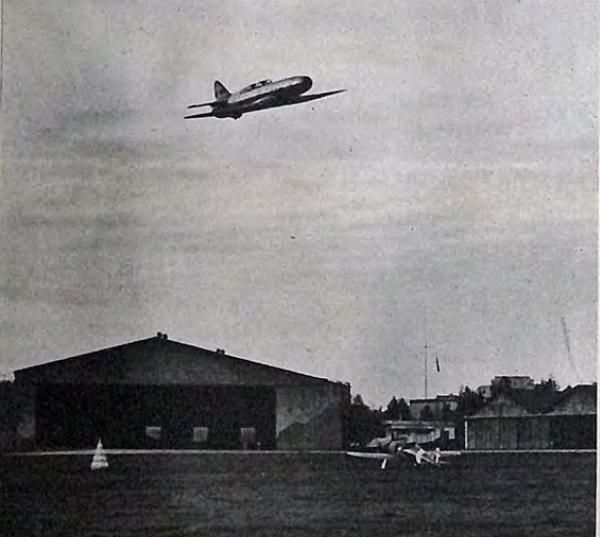
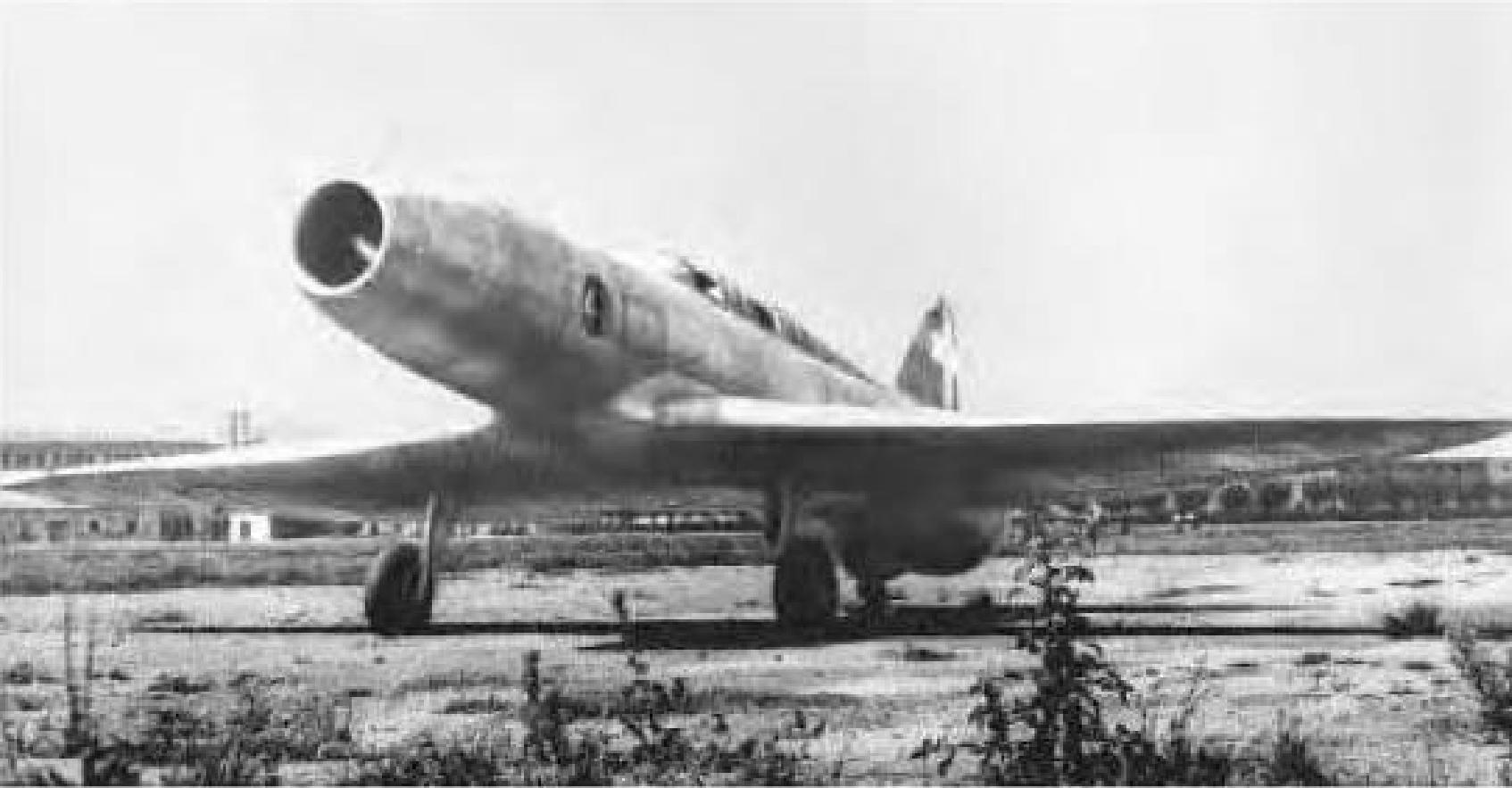
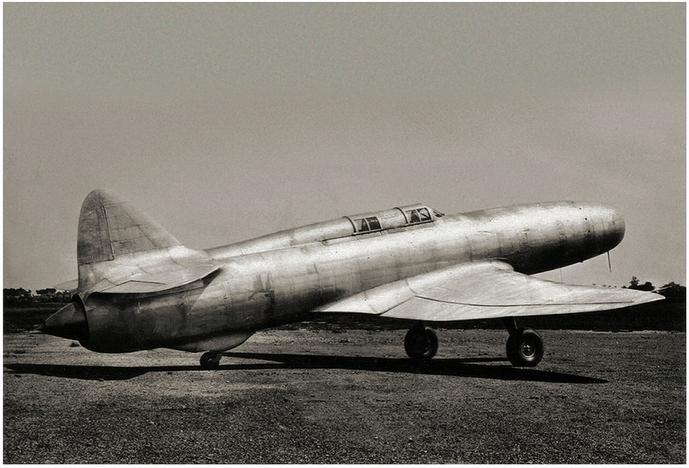

## Modellismo
Velivolo unico nel suo genere per la formula propulsiva adottata, ancorché dal controverso rilievo tecnico e storico, è stato ignorato dal mondo modellistico con l'unica eccezione della Delta, casa produttrice nazionale che negli anni 1970 produsse un discreto (per gli standard dell'epoca) modello in scala 1/72.
Dopo circa 40 anni, dall'effervescente mondo dei produttori cechi, è apparso un secondo kit, anch'esso in scala 1/72. Il Modello Valom è di ben altro standard e arricchito da alcune parti in resina e metallo fotoinciso, ancorché con tettucci stampati in vacuform.

### Pubblicazioni
- Gregory Alegi, Campini-Caproni, in Ali d'Italia Mini, n. 5.
- Quarant'anni fa il "motoreattore" Campini da Milano a Roma, in Aerofan, n. 3/1981.
- Giancarlo Marcozzi e Roberto Bettiolo, Il primo aviogetto italiano - Il Campini-Caproni: vicende, considerazioni e valutazioni critiche, in Aerofan, n. 4-5/1988.
- (EN) Jet Propulsion of Aircraft, in Flight, 4 dicembre 1941. URL consultato il 25 marzo 2011.